# Albalate de Zorita
Albalate de Zorita es un municipio español de la provincia de Guadalajara, en la comunidad autónoma de Castilla-La Mancha situado en la falda oeste de la sierra de Altomira. Cuenta con una población de 1146 habitantes (INE 2024)

## Toponimia
El topónimo Albalate puede tener su origen en el árabe al-balat, la calzada. Otro posible origen del nombre, por su topografía, puede provenir del celta alp o alba, altura o elevación. El apellido de Zorita hace referencia a la antigua pertenencia al alfoz de Zorita.

## Símbolos
El escudo heráldico que representa al municipio fue aprobado el 5 de marzo de 1985 con el siguiente blasón:

«De azur, la "Cruz del Perro", de oro; echado y siniestrado, el perro de plata. Al timbre, corona real cerrada».
Diario Oficial de Castilla-La Mancha nº 10 de 12 de marzo de 1985

## Historia
Albalate aparece ya a finales del siglo XI, después de la conquista de la Taifa de Toledo por Alfonso VI de León, como una de las aldeas pertenecientes al alfoz de Zorita. En 1156, Alfonso VII, para afianzar el territorio frente a los musulmanes, repuebla la zona principalmente, con mozárabes aragoneses.
En 1175 y ante el nuevo peligro almohade, Alfonso VIII pone en manos de la Orden de Calatrava el castillo de Zorita y su territorio para reforzar su defensa.
Albalate conseguirá su título de villa a finales del siglo XIV o principios del XV. Pasaría posteriormente por las familias de los príncipes de Éboli y Mendoza hasta la extinción definitiva de los señoríos en 1812.

## Demografía
Albalate de Zorita cuenta con una población de 1146 habitantes (INE 2024).
| Gráfica de evolución demográfica de Albalate de Zorita entre 1842 y 2021                                            |
| |
| Población de derecho según los censos de población del INE Población de hecho según los censos de población del INE |

### Población por núcleos
Desglose de población según el Padrón Continuo por Unidad Poblacional del INE.
| Núcleos                  | Habitantes (2018) | Varones | Mujeres |
| ------------------------ | ----------------- | ------- | ------- |
| Albalate de Zorita       | 668               | 355     | 313     |
| Nueva Sierra de Altomira | 250               | 162     | 88      |

## Monumentos

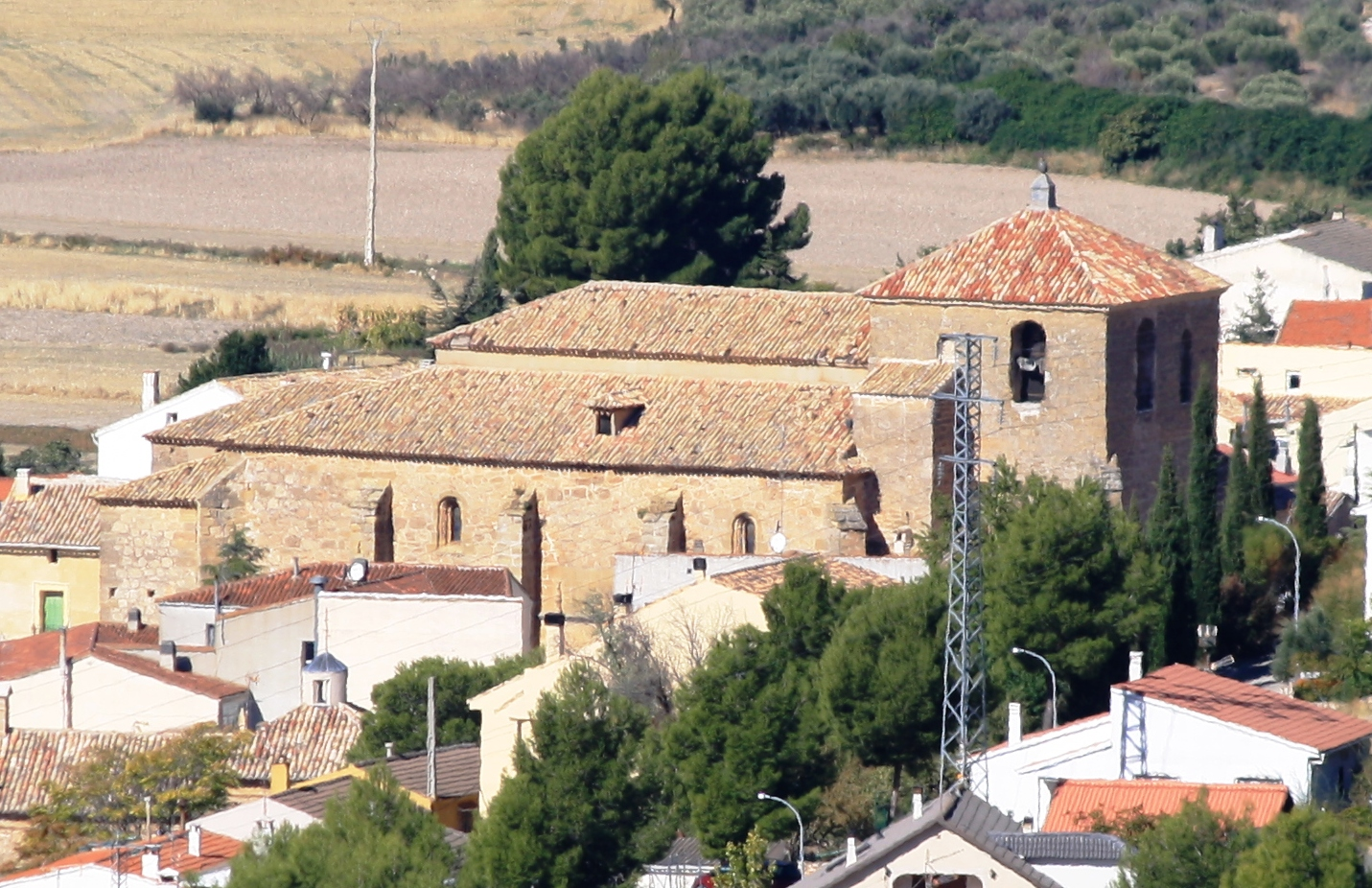
Iglesia de San Andrés, de estilo gótico, en el centro de la localidad

La iglesia de San Andrés tiene una fachada de estilo gótico del siglo XVI. En el interior, con planta de salón y tres naves, hay un retablo barroco realizado por Juan Alonso Pedroso entre 1703-1707, con pintura que representa el martirio de San Andrés. En la capilla de la Santa Cruz se encuentra la Cruz del Perro, pieza románica en bronce dorado del siglo XIII, que en 1514 fue descubierta por un perro debajo de unas peñas. La pila bautismal, de Juan de la Sierra, en alabastro, es de 1545. Fue declarada bien de interés cultural en 1992.
Albalate tiene además, dos ermitas, la barroca de Nuestra Señora de los Remedios (1655-1676) y la de Cubillas (siglo XIII), en el cementerio, cuyas ruinas mantienen una portada de arco apuntado, con alero de canecillos de estilo románico. 
El cementerio está situado a las afueras del pueblo y ocupa lo que todavía queda de un antiguo convento templario.
Además, la fuente de los Trece Caños, de origen renacentista, de la que se tiene constancia desde 1557, aunque la actual es del siglo XVII, tiene un blasón que recuerda a la Santa Cruz y consta de ocho caños en la cara este, y tres en la cara oeste. Situada junto a la carretera, destaca tanto por su antigüedad como por su complicado sistema de recogida subterránea.

## Folclore y costumbres

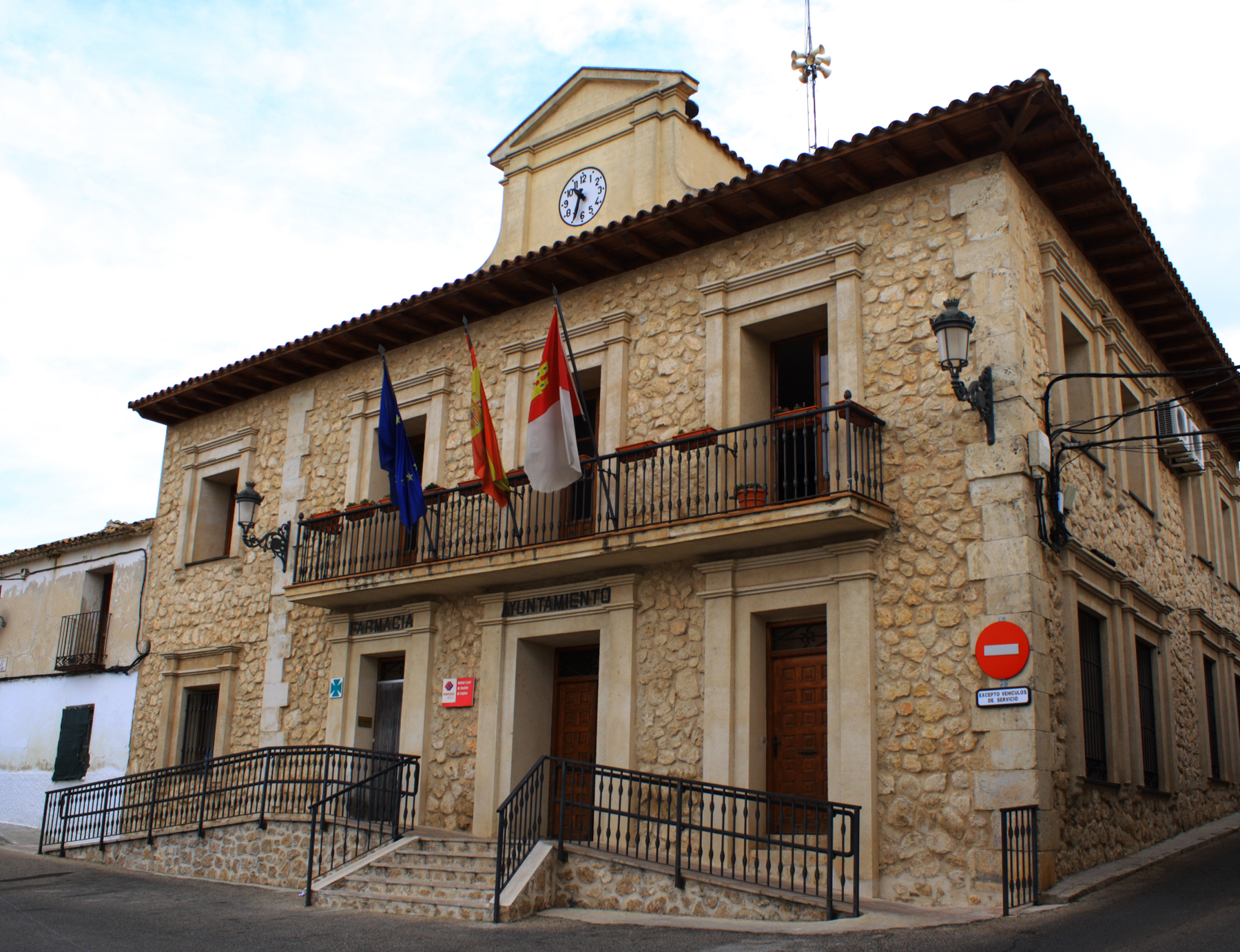
Casa consistorial

La fiesta de San Blas, en febrero, en la cual se bailan, durante la procesión y delante del santo, decenas de botargas, acompañada por tambores y castañuelas. Ligada a la celebración se encuentra la tradición de repartir una especie de panes denominados caridades el día de antes. Estos, según la creencia popular, tienen la facultad de curar los problemas de garganta. Al día siguiente se realiza la Rifa de San Blasillo, donde se subastan objetos donados.
Pero es la fiesta en honor a la Santa Cruz, el domingo más cercano al 27 de septiembre, en conmemoración de la fecha cuando se encontró la Cruz del Perro, a la que por su devoción vinieron a postrarse el emperador Carlos I y su hijo Felipe II, la fiesta grande de la localidad realizada en septiembre, donde más actos se celebran (encierros, desfile de carrozas y los acostumbrados ritos litúrgicos).

## Fiestas
Las fiestas patronales son del 25 de septiembre al 1 de octubre, el 27 es el día de la patrona, la Santa Cruz. El primer día de fiestas se realiza un pregón, acompañado de un discurso del alcalde de la localidad y, si procede, una pequeña actuación. Al día siguiente, si no es el mismo día del pregón, se celebra, por la tarde, el Desfile-Concurso de carrozas, en el cual las peñas o simplemente grupos de amigos preparan un remolque, adornándolo y preparando disfraces para todo el que vaya en esa carroza. La inventiva, sobre todo de las peñas, suele ser variopinta y creativa. El día 27 se hace un pasacalles con la banda de música a las 11 de la mañana, que acaba en el Ayuntamiento, desde el cual se acompaña a la corporación municipal y otras autoridades, ya sea invitados de pueblos vecinos o autoridades regionales o incluso nacionales, junto al hermano mayor de la Santa Cruz a misa, tras la cual se ofrece un aperitivo a todos los asistentes. La Santa Cruz sale en procesión por la tarde, siendo adorada por sus fieles al final de la misma. Al día siguiente se instalan juegos para los niños y un encierro infantil, y por la noche, los fuegos artificiales y la suelta de correpiés. Los dos últimos días de fiestas se dedican a los encierros taurinos por el centro de la localidad, todo esto entre bailes, verbenas y actuaciones todas las noches. El día después de los encierros se hace una caldereta para todo el que quiera asistir.

## Gastronomía
Además de las ya citadas caridades, en Albalate son muy típicos los torcíos, unos bollos parecidos a las rosquillas que tienen forma de tirabuzón.